# Hugo van Sponheim
Hugo van Sponheim (eigenlijk Spanheim) (1 juli 1137) was een vooraanstaand geestelijke uit het adellijke huis Spanheim, die onder andere korte tijd aartsbisschop van Keulen was.
Over het leven van Hugo von Sponheim is weinig bekend. Waarschijnlijk was hij een jongere, niet-ervende zoon en koos hij om die reden voor een geestelijke loopbaan. Vanaf 1129 was hij domproost van Aken. In 1137 werd hij gekozen tot aartsbisschop en keurvorst van Keulen, maar hij overleed al in hetzelfde jaar.